# 恋と選挙とチョコレートのディスコグラフィ
恋と選挙とチョコレートのディスコグラフィでは、『恋と選挙とチョコレート』の関連CDについて記述する。発売元はLantis、sprite、響。

## ボーカルアルバム

### CHOCOLATE SONGS
2011年4月27日発売。パソコンゲーム『恋と選挙とチョコレート』の劇中で使用された挿入歌、エンディングテーマが収録されている。ディスクジャケットには、住吉千里、木場美冬、森下未散、青海衣更、東雲皐月が描かれている。イラストは原画を手掛けた春夏冬ゆうによる描き下ろし。
2012年5月9日付のオリコン週間アルバムチャートで156位を獲得した。
収録曲
1. a little love song [5:56]
歌：住吉千里（杜若桔梗）
作詞：RUCCA、作曲・編曲：菊田大介
  - 住吉千里ルートエンディングテーマ
2. 三つ葉のクローバー [5:47]
歌：青海衣更（杏子御津）
作詞：RUCCA、作曲：上松範康、編曲：母里治樹
  - 青海衣更ルートエンディングテーマ
3. きみのいろ おしえて [6:00]
歌：森下未散（井ノ原理子）
作詞：中山真斗、作曲・編曲：藤間仁
  - 森下未散ルートエンディングテーマ
4. 傷つけられるより傷つける方が痛いよ、なんて... [4:43]
歌：木場美冬（鳴坂ありす）
作詞：RUCCA、作曲・編曲：藤田淳平
  - 木場美冬ルートエンディングテーマ
5. 青空StartingLine [3:53]
歌：東雲皐月（小夏スミレ）
作詞・作曲・編曲：中山真斗
  - 東雲皐月ルートエンディングテーマ
6. Jewelry Time [5:08]
歌：Ceui
作詞：Ceui、作曲：小高光太郎・Ceui、編曲：小高光太郎
  - グランドエンディングテーマ

## キャラクターソング

### CHOCOLATE SELECTION
2012年8月22日発売。テレビアニメ『恋と選挙とチョコレート』のキャラクターソングが収録されている。ディスクジャケットには、住吉千里、木場美冬、森下未散、青海衣更、東雲皐月が描かれている。イラストはキャラクターデザインを手掛けた合田浩章による描き下ろし。
枝川希美のキャラクターソング「かたちないもの」は、PSPゲーム『恋と選挙とチョコレート PORTABLE』のエンディングテーマとして使用される予定。
2012年9月3日付のオリコン週間アルバムチャートで257位を獲得した。
収録曲
（全作詞：RUCCA）
1. My Dearest! My Darling! [4:11]
歌：住吉千里（中村繪里子）
作曲・編曲：原田アツシ
2. Gentle Seasons [4:15]
歌：青海衣更（門脇舞以）
作曲・編曲：森慎太郎
3. コトノハ [4:28]
歌：森下未散（今井麻美）
作曲：森慎太郎、編曲：高橋諒
4. Sad Love Story [4:44]
歌：木場美冬（水橋かおり）
作曲：田熊知存、編曲：EFFY
5. Real Me [4:17]
歌：東雲皐月（浅川悠）
作曲：原田アツシ、編曲：諸葛亮
6. かたちないもの [4:46]
歌：枝川希美（儀武ゆう子）
作曲・編曲：中山真斗
  - PSPゲーム『恋と選挙とチョコレート PORTABLE』エンディングテーマ

## ドラマCD
2012年10月10日に発売された。ディスクジャケットには、住吉千里、木場美冬、森下未散、青海衣更、東雲皐月が描かれている。イラストはアニメーション製作を手掛けたAIC Buildによる描き下ろし。
収録内容
1. Missions1.事件はショッケン部で!?
2. Missions2.大島棒 捜索大作戦
3. Missions3.謎はすべて解けた!
4. キャストトーク.「あなたの考える"やおい棒"の味は?」

## サウンドトラック

### ORIGINAL SOUNDTRACK
2011年5月27日発売。パソコンゲーム『恋と選挙とチョコレート』で使用されたBGM、住吉千里、森下未散のデュエットキャラクターソングが収録されている。ディスクジャケットには、住吉千里、木場美冬、森下未散、青海衣更、東雲皐月が描かれている。イラストは原画を手掛けた春夏冬ゆうによる描き下ろし。背景ヴィジュアル集が同梱されている。BGMの作曲はElements Gardenが手掛けている。
収録曲
1. さわやかな朝の風
作曲・編曲：Elements Garden
2. クラスメイト
作曲・編曲：Elements Garden
3. カフェテリア
作曲・編曲：Elements Garden
4. ショッケン
作曲・編曲：Elements Garden
5. マジックアワー
作曲・編曲：Elements Garden
6. ひとりのテーマ
作曲・編曲：Elements Garden
7. 勝ち気な幼なじみ
作曲・編曲：Elements Garden
8. 無気カのベッド
作曲・編曲：Elements Garden
9. 絶賛ドン引き中
作曲・編曲：Elements Garden
10. 不吉な予感
作曲・編曲：Elements Garden
11. 恋の芽生え
作曲・編曲：Elements Garden
12. な、なんだってー
作曲・編曲：Elements Garden
13. いざ出陣
作曲・編曲：Elements Garden
14. ボケは無用
作曲・編曲：Elements Garden
15. あふれる想い
作曲・編曲：Elements Garden
16. 思い出の小箱
作曲・編曲：Elements Garden
17. 気まぐれ天使
作曲・編曲：Elements Garden
18. 想い、結ばれて
作曲・編曲：Elements Garden
19. 熱くて甘くて柔らかい
作曲・編曲：Elements Garden
20. ボクがいて、キミがいて
作曲・編曲：Elements Garden
21. 選挙、選挙、選挙
作曲・編曲：Elements Garden
22. ピュアスイート
作曲・編曲：Elements Garden
23. 激情
作曲・編曲：Elements Garden
24. 故郷
作曲・編曲：Elements Garden
25. 絶望の淵で
作曲・編曲：Elements Garden
26. Happiest
歌：住吉千里（杜若桔梗）、森下未散（井ノ原理子）、新田恵海（コーラス参加）
作詞：RUCCA、作曲・編曲：菊田大介

### MUSIC SELECTION
2012年9月26日に発売された。テレビアニメ版のサウンドトラック。主題歌のテレビサイズバージョン、BGMが収録されている。ディスクジャケットには住吉千里が描かれている。イラストはアニメーション製作を手掛けたAIC Buildによる描き下ろし。
収録曲
1. decision of beginning [1:30]
作曲・編曲：Elements Garden
2. courage [1:46]
作曲・編曲：Elements Garden
3. tense [1:45]
作曲・編曲：Elements Garden
4. cabal [1:55]
作曲・編曲：Elements Garden
5. rush into "you" [1:36]
作曲・編曲：Elements Garden
6. everyday [1:32]
作曲・編曲：Elements Garden
7. talk with me [1:30]
作曲・編曲：Elements Garden
8. skip! [1:31]
作曲・編曲：Elements Garden
9. YOU? [1:43]
作曲・編曲：Elements Garden
10. fancy story [1:36]
作曲・編曲：Elements Garden
11. harmonica [1:49]
作曲・編曲：Elements Garden
12. new days [1:38]
作曲・編曲：Elements Garden
13. comical [1:42]
作曲・編曲：Elements Garden
14. troublemaker [1:29]
作曲・編曲：Elements Garden
15. masking [1:36]
作曲・編曲：Elements Garden
16. panic [1:29]
作曲・編曲：Elements Garden
17. What's? [1:34]
作曲・編曲：Elements Garden
18. It's creation! [1:26]
作曲・編曲：Elements Garden
19. delicious!? [1:34]
作曲・編曲：Elements Garden
20. enigmatic [1:34]
作曲・編曲：Elements Garden
21. rattly [1:20]
作曲・編曲：Elements Garden
22. exhilaration [1:27]
作曲・編曲：Elements Garden
23. Such a thing [1:40]
作曲・編曲：Elements Garden
24. friends [1:34]
作曲・編曲：Elements Garden
25. inmost love... [1:31]
作曲・編曲：Elements Garden
26. Reconciliation [1:40]
作曲・編曲：Elements Garden
27. feels [1:35]
作曲・編曲：Elements Garden
28. illusion [1:40]
作曲・編曲：Elements Garden
29. dream [1:39]
作曲・編曲：Elements Garden
30. true truth [2:14]
作曲・編曲：Elements Garden
31. election race [1:31]
作曲・編曲：Elements Garden
32. sorrow [1:40]
作曲・編曲：Elements Garden
33. "strain" [1:33]
作曲・編曲：Elements Garden
34. irreparable mistake. [1:35]
作曲・編曲：Elements Garden
35. signalgraph 〜piano〜 [2:11]
作曲・編曲：Elements Garden
36. hope [1:46]
作曲・編曲：Elements Garden
37. goal [1:37]
作曲・編曲：Elements Garden
38. so wish [1:34]
作曲・編曲：Elements Garden
39. for tomorrow [1:33]
作曲・編曲：Elements Garden
40. ハローメロウ [4:07]
歌：Annabel
作詞：Annabel、作曲・編曲：myu
  - 第1話挿入歌
41. シグナルグラフ ショートver [1:32]
歌：Annnabel
作詞：Annabel、作曲・編曲：myu
  - オープニングテーマ
42. 風のなかのプリムローズ ショートver [1:44]
歌：Ceui
作詞：Ceui、作曲：小高光太郎・Ceui、編曲：小高光太郎
  - エンディングテーマ

## ラジオCD
2012年8月24日発売。また、2012年8月10日から8月12日まで東京ビッグサイトで開催された『コミックマーケット82』にて先行発売された。
ディスクは2枚組の構成になっており、DISC-1は新規撮り下ろし音源が収録されているオーディオCD、DISC-2は本放送第0回から第10回までの音源が収録されているデータCD-ROMになっている。
ディスクジャケットには、夢島朧、住吉千里、木場美冬、森下未散、青海衣更、東雲皐月が描かれている。イラストはアニメーション制作を手掛けたAIC Buildによる描き下ろし。
収録内容
DISC-1
1. 新規撮り下ろし音源
ゲスト：浅川悠

DISC-2
1. 第0回
2. 第1回
ゲスト：中村繪里子
3. 第2回
4. 第3回
ゲスト：門脇舞以
5. 第4回
6. 第5回
ゲスト：今井麻美
7. 第6回
8. 第7回
ゲスト：水橋かおり
9. 第8回
10. 第9回
ゲスト：浅川悠
11. 第10回